# 50-ті до н. е.

## Події

### У Римі
Юлій Цезар вів Галльські війни, які призвели до закріплення римської влади на території сучасної Франції та Північної Італії. Під час цих війн Цезар двічі (у 55 та 54 роках до н. е.) висаджувався в Британії, проте закріпитися там не зміг.

## Народились
- 58 до н. е., Лівія Друзілла — дружина римського імператора Октавіана Августа

## Померли
- 52 до н. е., Седулл, кельтський вождь, убитий в битві з римлянами
- 57 до н. е., Клеопатра VI, єгипетська цариця
- 57 до н. е., Фраат III, цар Парфії